# Horská chata Kamenitý
Horská chata Kamenitý se nachází mezi vrcholy Babí vrch a Kozubová v Moravskoslezských Beskydech. Leží na území obce Dolní Lomná v okrese Frýdek-Místek Moravskoslezského kraje Česka. V chatě je možnost ubytování, když poskytuje 4 pokoje a restauraci otevřenou celý týden kromě pondělí.

## Historie
Chata byla otevřena v místě zavřené školy, která fungovala už od roku 1934, v roce 1973.

## Přístup
Chata je přístupná po celý rok:
- po silnici a  modré turistické značce z Košařisek
- po silnici z Dolní Lomné
- po  modré turistické značce z Dolní Lomné.
- po  žluté turistické značce z Návsí přes Milíkov.
- po  modré,  červené a  žluté turistické značce z Morávky.